# 1042
| 1042               |
| ------------------ |
| Dødsfald - Fødsler |
|                    |

| Gregoriansk kalender | 1042 MXLII              |
| Ab urbe condita      | 1795                    |
| Armensk kalender     | 491 ԹՎ ՆՂԱ              |
| Kinesiske kalender   | 3738 – 3739 辛巳 – 壬午 |
| Etiopisk kalender    | 1034 – 1035             |
| Jødisk kalender      | 4802 – 4803             |
| Hindukalendere       |                         |
| - Vikram Samvat      | 1097 – 1098             |
| - Shaka Samvat       | 964 – 965               |
| - Kali Yuga          | 4143 – 4144             |
| Iransk kalender      | 420 – 421               |
| Islamisk kalender    | 433 – 434               |

Konge i Danmark: Knud 3. Hardeknud 1035-1042 og Magnus den Gode 1042-1047
Se også 1042 (tal)

## Begivenheder
- Et vikingeskib bliver bygget i Dublin, Irland – som senere bliver fundet og udgravet i Skuldelev ved Roskilde.
- Magnus den Gode bliver konge af Danmark indtil 1047
- Edvard Bekenderen bliver engelsk konge, til 1066

## Dødsfald
- 8. juni – Knud 3. Hardeknud, dansk-engelsk konge fra 1035 (født 1018).